# Adam Dubrawski
Adam Dubrawski vel Józef Mickiewicz pseud. Iskra (ur. 1 maja 1926 w Adamowie (gmina Ejszyszki), zm. 1 marca 2023 w Białymstoku) – żołnierz Armii Krajowej i Ruchu Oporu Armii Krajowej, major, dowódca oddziału ROAK.

## Życiorys
Adam Dubrawski był synem Ludwika i Antoniny z domu Adamowicz. Przed II wojną światową ukończył 4 klasy szkoły powszechnej. Był z zawodu krawcem.
W okresie okupacji niemieckiej był pod ps. Lis uczestnikiem konspiracji w powiecie lidzkim i partyzantem V batalionu 77 pułku piechoty AK w Okręgu Nowogródek AK, uczestniczył w operacji „Ostra Brama”. Po zajęciu Kresów przez Armię Czerwoną został rozbrojony wraz z innymi żołnierzami AK, jednak kontynuował działalność niepodległościową, w oddziale „Brzozy” lub dowodząc patrolem samoobrony. W marcu 1946 roku, pod zmienionym nazwiskiem Józef Mickiewicz, przyjechał wraz z transportem repatriantów na teren powiatu Gostynin. W czerwcu 1946 roku na tym terenie, w okolicach Gąbina, po nawiązaniu kontaktu z przybyłymi wcześniej z Nowogródczyzny kolegami, Bronisławem Kamińskim „Pszczołą” i Dominikiem Durysem „Rysiem”, Dubrawski stworzył oddział partyzancki pod sztandarem ROAK. Oddział liczył 16 żołnierzy (prócz repatriantów przyłączyło się kilku lokalnych mieszkańców).
W grudniu 1946 roku został zatrzymany, ale zwolniony z braku dowodów winy (zapewne nie został rozpoznany). Po amnestii ogłoszonej w lutym 1947 roku nie ujawnił się. Został aresztowany 28 sierpnia albo 6 września 1950 roku w Szczecinie. Został oskarżony o to, że: od czerwca 1946 r. do stycznia 1947 r. na terenie powiatu Gostynin należał do nielegalnego związku ROAK usiłującego przemocą zmienić demokratyczny ustrój Państwa Polskiego będąc dowódcą placówki, (...) uzbrojony w broń automatyczną dokonał ośmiokrotnie zamachu na posterunki MO, funkcjonariuszy UB i członków PPR. 30 grudnia 1950 roku został skazany na karę śmierci, którą zamieniono na 15 lat więzienia. Został objęty amnestią z 27 kwietnia 1956 roku i zwolniony warunkowo z więzienia 26 lipca 1957 roku.
W 2009 roku został odznaczony Krzyżem Oficerskim Orderu Odrodzenia Polski.